# Flera sidor av samma man
Flera sidor av samma man är ett samlingsalbum av den svenske sångaren Peter Jöback, utgivet den 5 juli 2006. Fastän släppet skedde i mitten av året sålde det bäst bland album i Sverige under 2006. På albumet sammanfattas åren 1990-2006.

## Låtlista

### CD 1
1. Jag står för allt jag gjort
2. En sång om oss
3. Tonight
4. Du har förlorat mer än jag
5. Sinner
6. Under My Skin
7. Gå inte förbi (duett Med Sissel Kyrkjebø)
8. Gör Det Nu
9. Heal
10. Är det här platsen
11. She
12. I
13. Vem ser ett barn?
14. Varför Gud?
15. I'm Gonna Do It
16. Det måste finnas bättre liv än det här/på väg
17. Guldet blev till sand

### CD 2
1. Jag blundar i Solens sken
2. Sommarens sista sång
3. Jag bär dig (duett med Sara Isaksson)
4. Higher
5. I din blick
6. She's Like a Butterfly
7. Varje gång vi ses
8. I Who Have Nothing
9. I Don't Care Much
10. Mellan en far och en son
11. Always on My Mind
12. Undress Me
13. Only When I Breathe
14. Hon ser inte mig
15. Searching for Love
16. Decembernatt (halleluja)
17. En sensation (Bonusspår)

## Listplaceringar
| Lista (2006-2007) | Topplacering |
| ----------------- | ------------ |
| Norge             | 5            |
| Sverige           | 1            |